# Ганько, Михаил Ефимович
Михаи́л Ефи́мович Ганько́ (бел. Міхась Яўхімавіч Ганько; 28 февраля 1918, Коледино — вероятнее всего май 1945, Прага) — деятель белорусского национального движения, в годы Великой Отечественной войны сотрудничавший с немецкой оккупационной администрацией; глава Союза белорусской молодёжи в 1943—1945 годах, офицер-идеолог батальона «Дальвиц».

## Биография
Родился 28 февраля 1918 года в деревне Коледино (ныне Молодечненский район, Минская область, Республика Беларусь) в семье богатых крестьян Ефима и Марии Ганько. Окончил гимназию г. Молодечно, осенью 1938 года поступил на медицинский факультет Виленского университета имени Стефана Батория. Будучи белорусом по происхождению, в Белорусском студенческом союзе не состоял, в белорусском общественно-культурном движении не участвовал.
В 1939—1941 годах после присоединения Западной Белоруссии к СССР работал директором Лужковской неполной средней школы в Молодечненском районе, позже бухгалтером. В июне 1941 года призван в РККА, в июле 1941 года под Псковом оказался в окружении и попал в немецкий плен. По ходатайству руководителя Белорусской национал-социалистической партии Фабиана Акинчица был освобождён из лагеря военнопленных в ноябре того же года, отправлен в Островскую пропагандистскую школу, где под влиянием идеологии перешёл на сторону немцев и лояльных им деятелей белорусского национализма. В феврале 1942 года Ганько был направлен в Минск, став сотрудником отдела пропаганды Генерального комиссариата Белоруссия, сотрудничал с Акинчицем в Берлине. В конце февраля 1943 года был обвинён рейхскомиссаром Вильгельмом Кубе в подрывной деятельности (на основании доноса Генрика Барановича), однако всё ограничилось установлением слежки со стороны оккупационной полиции.
22 июня 1943 года Ганько был официально назначен начальником Главного штаба Союза белорусской молодёжи, образованного в 1942 году Надеждой Абрамовой: по словам Николая Ганько, брата Михаила, сам Михаил до этого даже «палец о палец не ударил», чтобы внести какой-то вклад в создание и развитие СБМ. Согласно свидетелям современников, был весьма честолюбивым человеком и заявлял о своих больших политических амбициях. С июля 1943 года публиковал официальные заявления СБМ о целях и задачах Союза белорусской молодёжи. Также стал главным редактором журнала «Жыве Беларусь», где под псевдонимами «В. Аганёк» и «М. Волат» писал статьи в поддержку не только белорусского национального движения, но и руководства нацистской Германии:

Белорусская молодежь «воспитывалась» доныне так, как приказывали наши враги — поляки, жиды и московские большевики. Они не воспитывали, а просто калечили белорусскую молодежь… Два года назад Беларусь скинула с себя ненавистное ярмо большевизма. Благодаря немецкой победе не будут больше издеваться над нами ни польские паны-оккупанты, ни жидовские комиссары… Белорусский народ получил величайший подарок от самого Вождя Великогермании Адольфа Гитлера: 22 июня 1943 года было торжественно объявлено… о создании Союза белорусской молодежи… Белорусский народ присоединяется к Европе и берет на себя миссию быть восточной границей арийского Запада, как он был ею когда-то, мужественно и славно отбивая татарские и московские походы из степей Азии.

С подобными заявлениями о деятельности СБМ и нацистской Германии выступал на Втором Всебелорусском конгрессе. В июле 1944 года после операции «Багратион» сбежал в оккупированные немцами Судеты, в город Тропов, где попытался восстановить деятельность разгромленного Главного штаба Союза белорусской молодёжи. 15 сентября 1944 года направлен в расположение Белорусской Центральной Рады, где разрабатывал проекты по созданию антисоветского Союза освобождения Белоруссии. 24 января 1945 года уехал из Тропова в Германию, где, по словам современников, пытался заняться политической деятельностью — вступил в ряды Белорусской партии независимости, а также редактировал журнал «Змагар».
Согласно ряду источников, Ганько служил офицером-пропагандистом в белорусском батальоне «Дальвитц», по другим данным — входил во власовский Комитет освобождения народов России, по третьим — не числился ни там, ни там. Судьба после мая 1945 года доподлинно неизвестна: предполагается, что Ганько погиб во время Пражской операции, однако неизвестно, был ли он убит или покончил с собой. Рассматривается версия также и о его заброске в белорусское антисоветское подпольное движение «Чёрный кот» после окончания войны и последующей гибели в одной из стычек против советских правоохранительных органов приблизительно в 1947 году.
Во время войны был награждён знаком отличия для восточных народов II класса «в серебре».